# Jungfru Maria

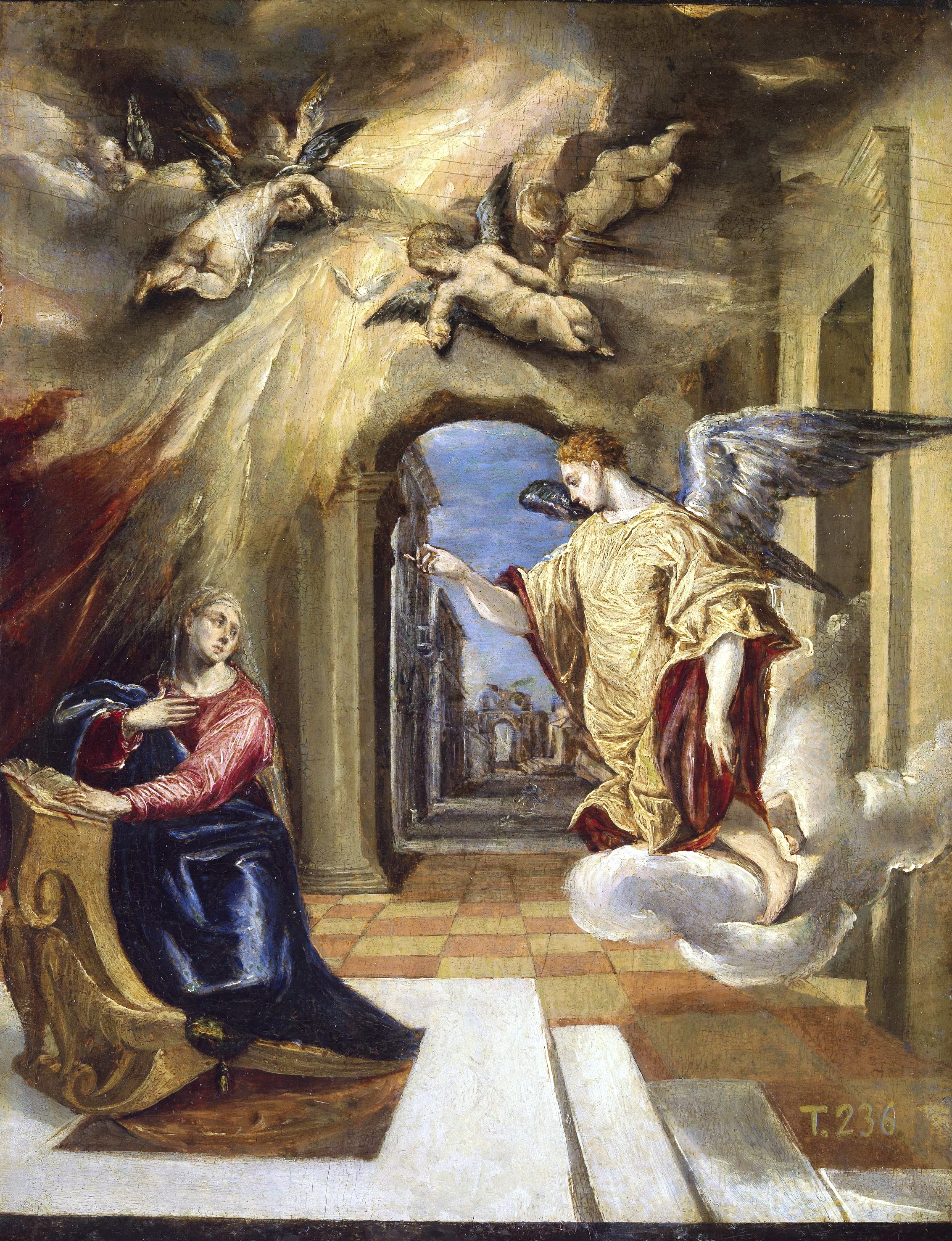
Ärkeängeln Gabriel ger Maria beskedet. Målning av El Greco (1575).

Jungfru Maria (hebreiska: Miriam; arameiska: ܡܪܝܡ /Maryam; grekiskaː Μαριαμ eller Μαρια), även Jungfrun, Heliga Guds moder och sedan medeltiden även kallad Madonna (Vår Fru), känd i Nya testamentet som en galileisk invånare och mor till Jesus från Nasaret, och det främsta helgonet inom den Romersk-katolska kyrkan, de Östliga katolska, Östliga ortodoxa och Orientaliska ortodoxa kyrkorna.

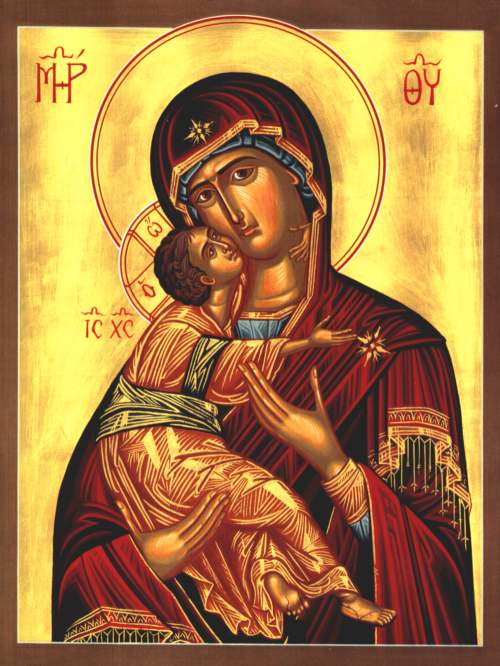
Ikon föreställande Jungfru Maria och Jesusbarnet.

Enligt Nya testamentet fick Maria, medan hon var trolovad, i ett möte med ärkeängeln Gabriel veta att hon skulle föda en son, som skulle uppfylla Gamla testamentets profetior, trots att hon var jungfru (bebådelsen). Vid ett besök hos en släkting, Elisabet, Johannes döparens mor, brast Maria ut i lovsång (Magnificat). Hon födde sedan Jesus i Betlehem, men tvingades efter födseln att fly till Egypten på grund av kung Herodes den stores hot.
Det kristna studiet av Maria kallas mariologi. I allmänhet vidhåller kristna samfund att hon var jungfru vid tiden för bebådelsen och åtminstone fram till Jesu födelse. Den romersk-katolska kyrkan, de östliga ortodoxa och orientaliska ortodoxa kyrkorna, liksom ett fåtal protestantiska rörelser, vidhåller även att Maria förblev oskuld resten av livet.
Nya testamentets böcker berättar att hon närvarade vid flera betydelsefulla händelser i sin sons vuxna liv (bland annat vid bröllopet i Kana och vid korsfästelsen på Golgata). Likaså deltog hon i de gemensamma bönerna omedelbart efter Jesu himmelsfärd. Maria var släkting till Elisabet (fru till prästen Sakarias) och av Arons släktlinje, och därmed också av Levis stam.
Berättelser om Marias liv finns vidare utarbetade i senare kristna apokryfa texter, vilka bland annat uppger att hennes föräldrars namn var Joakim och Anna.

## Mariakulten
I katolsk och ortodox teologi har Maria en viktig roll. Vid konciliet i Efesos 431 fastställdes som kyrkolära att Maria var Theotokos (Gudsföderska), "Guds moder", något som accepteras även av anglikaner, lutheraner och konservativa kalvinister. I katolsk och ortodox teologi finns dessutom följande lärosatser:
- Semper virgo (ständig jungfru) – Maria fick aldrig några barn med Josef. Frågan diskuterades flitigt av kyrkofäderna, av vilka nästan alla kom fram till att Maria just var jungfru hela livet, men att tro motsatsen inte utgjorde något brott mot tron. Trots att läran aldrig dogmatiskt fastställts (inget koncilium har någonsin tagit upp frågan, utan bestämdes i ett brev av apologeten Hieronymus år 383[1]) är det den vanligaste uppfattningen i öst som väst.[2] Läran accepteras i den evangelisk-lutherska läroskriften Schmalkaldiska artiklarna. Reformert kristna accepterar i regel inte denna syn på Maria, och hävdar att hon hade andra barn tillsammans med Josef, då Bibeln flera gånger nämner Jesu syskon.

- Immaculata Conceptio (obefläckad avlelse, västkyrklig lära) – Maria var syndfri från konceptionen. Proklamerad dogm av påven Pius IX 1854. Läran förutsätter Augustinus arvsyndslära vilken de ortodoxa kyrkorna inte omfattar. De menar dock vanligtvis att Maria var syndfri. Läran har inget stöd i Bibeln och avvisas därför helt i protestantisk teologi. Martin Luther lärde däremot i de Schmalkaldiska artiklarna och andra skrifter att Maria renades från all synd när Jesus blev till i henne, ett synsätt som liknar den teologi Dominikanorden hade före 1854.

- Assumptio Mariae (Marias upptagande till himmelen) – I både östlig och västlig kyrkotradition finns läran om att Maria efter sin död fördes upp till himmelen (liknas ofta vid det sätt Henok fördes bort av Gud i Första Mosebok). I öst lär man att Maria innan sin himmelsfärd somnade in på ett mystiskt sätt, vilket kallas Dormitio Mariae och firas den 15 augusti. I väst är läran i princip likadan, bara att man bortser från dormitionen, och räknar med att Maria upptogs till himmelen med både kropp och själ (vilket dogmförklarades 1950 av påve Pius XII), vilket även är den vanligaste synen i öst. Mariadagen den 15 augusti firas även av somliga anglikaner och lutheraner, dock utan klart definierat läroinnehåll. Läran om Marias upptagande åberopar de första fem verserna i Uppenbarelsebokens tolfte kapitel, ett argument som dock inte accepteras av reformert kristna. Däremot är det bland dessa okontroversiellt att Marias själ anses vara i himmelen.

## Kritik av Mariakulten

### Marie förböner
Katoliker och ortodoxa anser att be Jungfru Maria om hennes förböner inte är samma sak som tillbedjan, vilket endast ägnas Gud. Bön till Gud utförs dels av Maria och dels av den bedjande själv.

#### Vördnad eller tillbedjan av Maria
Protestanter och andra icke-katoliker kritiserar ofta den katolska kyrkans djupa vördnad för Jungfru Maria och menar att det i det närmaste kan jämföras med avgudadyrkan. Katoliker understryker dock att det ingalunda är samma sak att tillbe Maria som att rikta en bön till henne om hennes förböner. Utdrag ur Katolska kyrkans katekes:
| ” | Den heliga Jungfrun ’hedras med rätta av kyrkan med en särskild vördnad som Guds allraheligaste moder, som var med i Kristi mysterier. Från äldsta tid är den saliga Jungfrun vördad under titeln Guds moder. Under hennes beskydd tar de troende sin tillflykt i bön under alla faror och bekymmer. Denna kult ... är visserligen ensam i sitt slag men är väsensskild från den tillbedjan som ensam tillkommer det inkarnerade Ordet jämte Fadern och den helige Ande. Den främjar också denna i hög grad’. Den kommer till uttryck i de liturgiska högtider som ägnas Guds moder och den marianska bönen, som exempelvis den heliga rosenkransen, som är en ’sammanfattning av hela evangeliet’. | „ |
| – Katolska kyrkans katekes, Paragraf 6: Maria, Kristi moder och kyrkans moder, II. Kulten av den heliga Jungfrun. §971. | |   |

### Guds moder

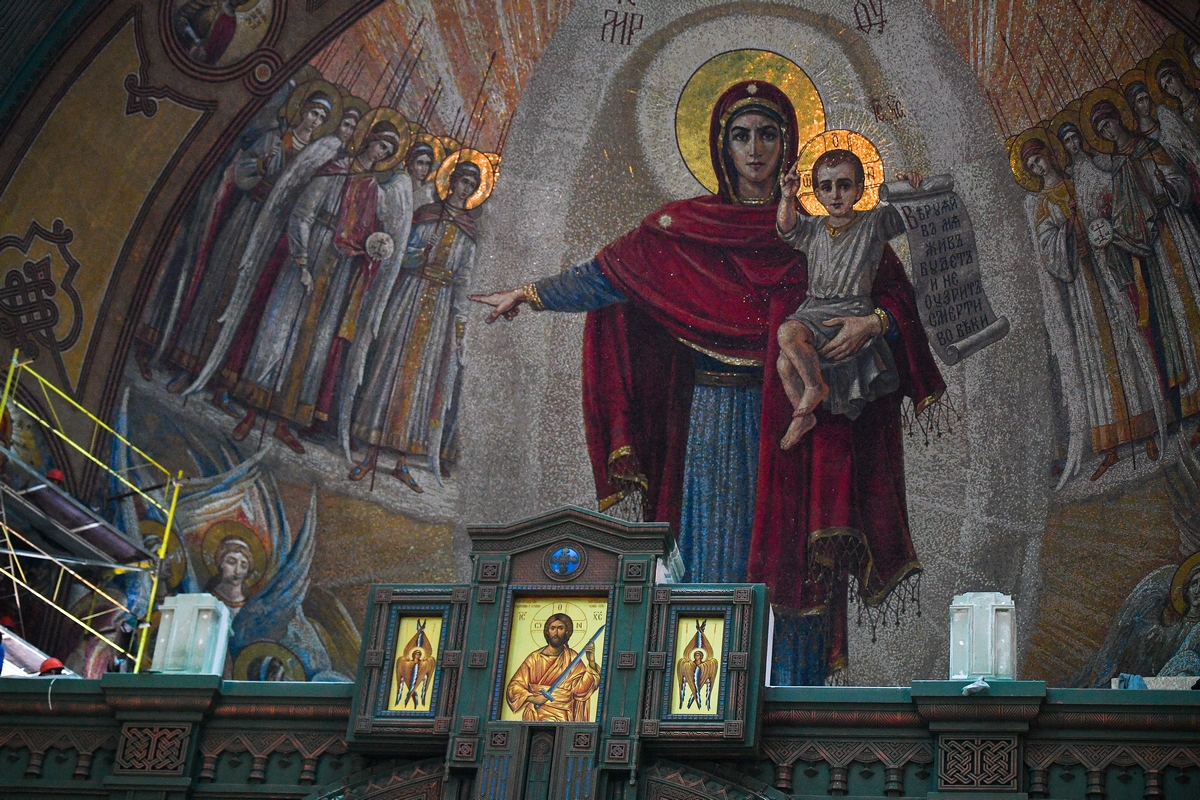
Mosaik av Jungfru Maria och Jesusbarnet inne i Ryska federationens väpnade styrkors huvudkatedral i Kubinka, Ryssland.

Maria kallas ofta Guds moder, Theotokos. Kritiker frågar sig hur hon kan vara Guds moder när det i Johannesevangeliet 1:1-3 står ”I begynnelsen var Ordet, och Ordet var hos Gud, och Ordet var Gud. Detta var i begynnelsen hos Gud. Genom det har allt blivit till, och utan det har intet blivit till, som är till.” Jesus, som ofta identifieras med Ordet, Logos, fanns alltså hos Fadern redan vid tidens början och varken skapades eller föddes av Maria. Guds mänskliga gestalt födde hon däremot. Denna invändning skiljer dock på Jesu två naturer på ett olyckligt sätt, något som också låg bakom titeln som gavs Maria vid det ekumeniska konciliet i Efesos 431. Titeln gav de henne för att slå vakt om enheten mellan Kristi två naturer i en person. Jesus är både sann Gud och sann människa, och detta samtidigt som han är den andra personen i Treenigheten. Maria födde inte människan Jesus, utan hon födde Jesus som är både Gud och människa. Således måste man, om man vill bekänna Jesus som både fullt ut Gud och fullt ut människa, också benämna Maria som Guds moder.

### Maria som förmedlare
Inom den romersk-katolska kyrkan kallas Maria även mediatrix, "förmedlare av all nåd", genom Gud, mellan människor och Gud. Detta kritiseras av vissa som menar att det synsättet bryter mot Första Timotheosbrevet 2:5, där det står att ”en enda är Gud, och en enda är medlare emellan Gud och människor: en människa, Kristus Jesus”. Andra Vatikankonciliets dogmatiska konstitution Lumen Gentium har dock tydligt förklarat det hela: ”Därför åkallas den saliga Jungfrun i kyrkan som förespråkerska, beskyddarinna, hjälparinna och förmedlarinna. Detta måste dock förstås så att ingenting dras från eller läggs till Kristi, den enda förmedlarens, värdighet och kraft”.

## Mariafester

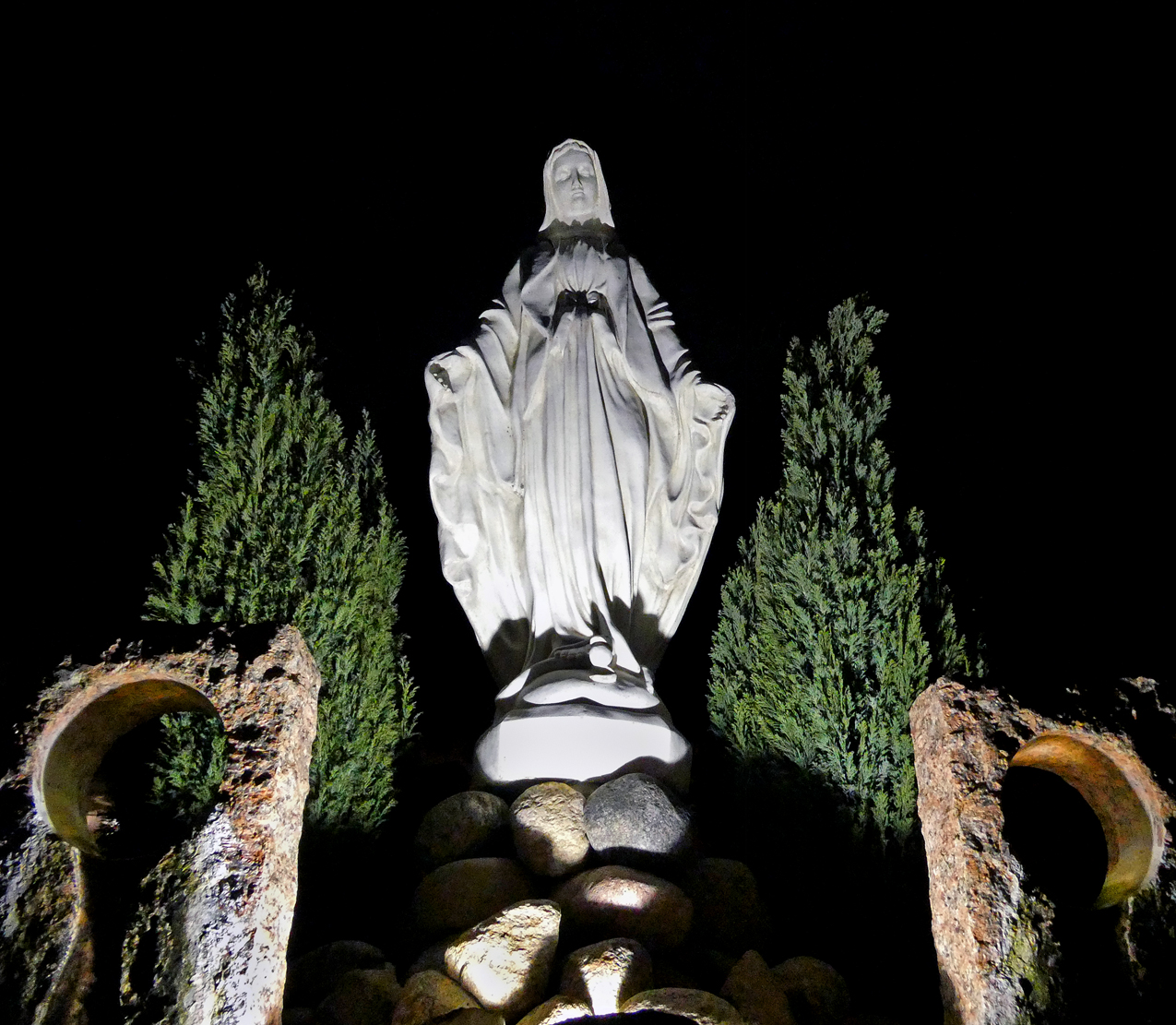
Staty av Jungfru Maria vid St. Nikolai katolska kyrka i Ystad, 2021.

- 26 december/8 januari - Allraheligaste Guds moders synaxis
- 1 januari – Maria, Guds moders högtid
- 11 februari – Vår Fru av Lourdes
- 1 maj – Jungfru Maria, himmelens drottning (flyttad till 22 augusti)
- 13 maj – Vår Fru av Fátima
- 24 maj – Maria, de kristnas hjälp
- 31 maj – Jungfru Marie besökelses fest
- 16 juli – Vår Fru av berget Karmel
- 15 augusti – Jungfru Marie upptagning i himmelen
- 15 augusti/28 augusti - Guds moders avsomnande
- 22 augusti – Jungfru Maria Drottningen
- 8 september – Jungfru Marie födelse
- 12 september – Jungfru Marie heliga namn
- 15 september – Jungfru Marie smärtor
- 1 oktober/14 oktober - Guds Moders Beskydd
- 7 oktober – Vår Fru av Rosenkransen
- 21 november – Jungfru Marie tempelgång
- 8 december – Jungfru Marie utkorelse och fullkomliga renhet
- 12 december – Vår Fru av Guadalupe

Tre västkyrkliga firningsdagar är primärt Kristushögtider, men Maria har en framskjuten plats i dagarnas bibelläsningar, böner och sånger. Dessa är:
- 2 februari – Kyndelsmässodagen (Jungfru Marie kyrkogångsdag)
- 25 mars – Jungfru Marie bebådelsedag
- Fjärde söndagen i advent

## Islam

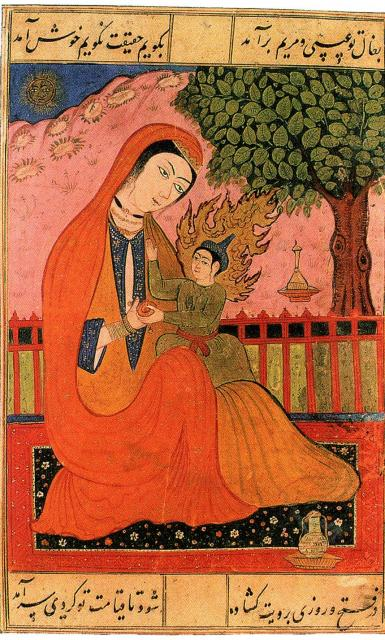
Persisk miniatyrmålning föreställande Jungfru Maria (Maryam) och Jesusbarnet (Isa).

I Koranens nittonde sura är Marias namn Maryam och suran handlar bland annat om Jesu (Isa) födelse.
Koranen hänvisar till henne sjuttio gånger och uttryckligen identifierar henne som den bästa kvinnan som någonsin har levt. I Koranen är hennes berättelse relaterad i tre mekkanska suror (19, 21, 23) och fyra medinanska suror (3, 4, 5, 66), och den nittonde suran med titeln Maryam är uppkallad efter henne. Koranen hänvisar till Maria oftare än Bibeln.
Enligt Koranen hade Marias föräldrar bett för ett barn. Deras begäran accepterades så småningom av Gud, och Marias mamma blev gravid. Hennes pappa Imran hade dött innan barnet föddes.
Enligt Koranen fick Maria budskap från Gud genom ärkeängeln Gabriel.
Gud informerade Maria om att hon på ett mirakulöst sätt hade blivit gravid med ett barn genom den heliga andens ingripande, fastän hon fortfarande var oskuld. Namnet på hennes barn är valt av Gud, som är Isa (Jesus), som skulle vara den "smorde", den utlovade Messias. Som sådan har  islamisk tro upprätthållit Jesu jungfrufödelse
Maria är en av de mest hedrade figurerna inom islamisk teologi, med muslimer som ser henne som den mest rättfärdiga kvinna som har levt enligt Koranversen, med hänvisning till änglahälsningen under tillkännagivandet, "O Maria, Gud har utvalt dig , och renade dig; Han har utvalt dig framför alla skapelsens kvinnor."

## Bibelöversättning
Normalt sett översätts det hebreiska ordet almá till jungfru. I den nyaste norska översättningen av Gamla testamentet, 2010, ska detta ord dock inte längre översättas med jungfru, då översättarna menar att ordet snarare betyder ’flicka’ eller ’ung kvinna’. Däremot står det fortfarande jungfru i Nya testamentet.